# Lycium argentino-cestroides
Lycium argentino-cestroides är en potatisväxtart som beskrevs av Georg Hans Emmo Emo Wolfgang Hieronymus och Seckt. Lycium argentino-cestroides ingår i släktet bocktörnen, och familjen potatisväxter. Inga underarter finns listade i Catalogue of Life.